# Теорема Шаля о классификации движений
Теоре́ма Ша́ля классифицирует все изометрические преобразования (движения) плоскости. 
Названа в честь Мишеля Шаля  (Michel Chasles).
Также теоремой Шаля называют некоторые  другие утверждения в физике.

## Формулировки

### Плоскость
Всякое сохраняющее ориентацию движение плоскости представляет собой либо поворот (в частности, центральную симметрию, а также тождественное отображение), либо параллельный перенос. 
Всякое меняющее ориентацию движение плоскости является осевой или скользящей симметрией.

### Пространство
Всякое сохраняющее ориентацию движение пространства является скользящим поворотом. 
Всякое меняющее ориентацию движение пространства является композицией зеркальной симметрии и скользящего поворота.

## Доказательство
Основные идеи доказательства:
- Любое движение однозначно задается тремя различными точками и их образами.
- Любое движение представимо в виде композиции не более чем трёх осевых симметрий.
- Перебор вариантов: движение представимо в виде композиции одной, двух или трёх осевых симметрий.

### Лемма о трёх гвоздях
Любое движение однозначно задается тремя не лежащими на одной прямой точками и их образами. Другими словами, для любых не лежащих на одной прямой точек {\displaystyle A,B,C} и их образов {\displaystyle A',B',C'} существует единственное движение {\displaystyle f:A\mapsto A',B\mapsto B',C\mapsto C'}

#### Доказательство
Возьмем любую точку{\displaystyle D\neq A,B,C} и ее образ {\displaystyle D'}. {\displaystyle f} — движение, а значит {\displaystyle AD=A'D'}; из чего следует, что {\displaystyle D'} лежит на окружности с центром в {\displaystyle A'} и радиусом {\displaystyle AD}.
Аналогичное рассуждение для точек {\displaystyle B} и {\displaystyle C} показывает, что {\displaystyle D'} также лежит на окружности с центром в {\displaystyle B'} и радиусом {\displaystyle BD} и на окружности с центром в {\displaystyle C'} и радиусом {\displaystyle CD}.
Так как три окружности, центры которых не лежат на одной прямой, могут пересекаться только в одной точке, то существует единственный образ {\displaystyle D'} для любой точки {\displaystyle D}. Это утверждение равносильно единственности движения.

### Лемма о трёх симметриях
Любое движение представимо в виде композиции не более чем трёх осевых симметрий. Другими словами, любое движение {\displaystyle f} представимо или как {\displaystyle S_{l}} или как {\displaystyle S_{l_{1}}\circ S_{l_{2}}} или как {\displaystyle S_{l_{1}}\circ S_{l_{2}}\circ S_{l_{3}}}.

#### Доказательство
Возьмем произвольное движение {\displaystyle f} и точки {\displaystyle A,B,C} с их образами {\displaystyle A',B',C'}. Если мы докажем, что для {\displaystyle A,B,C} существует композиция симметрий {\displaystyle g} эквивалентная {\displaystyle f}, то по лемме о трёх гвоздях {\displaystyle f=g} в общем случае.
Заметим что {\displaystyle S_{l_{i}}\circ \cdots \circ S_{l_{1}}\circ f=id\Leftrightarrow f=S_{l_{1}}\circ \cdots \circ S_{l_{i}}}, так как {\displaystyle S_{l}^{-1}{\overset {\underset {\mathrm {def} }{}}{=}}S_{l}} и {\displaystyle (f\circ g)^{-1}{\overset {\underset {\mathrm {def} }{}}{=}}g^{-1}\circ f^{-1}}
Найдем представление {\displaystyle f} в виде композиции осевых симметрий:
1. Рассмотрим симметрию {\displaystyle S_{l_{1}}}, такую что {\displaystyle A\mapsto A'}. Точка {\displaystyle B} при такой симметрии перейдет или в некоторую новую точку {\displaystyle B'_{1}} или обратно в {\displaystyle B'}.  Точка {\displaystyle C} аналогично перейдет или в некоторую {\displaystyle C'_{1}} или обратно в {\displaystyle C'}. Если {\displaystyle B} и {\displaystyle C} вернулись в {\displaystyle B'} и {\displaystyle C'}, то {\displaystyle S_{l_{1}}\circ f=id}, где {\displaystyle id} — тождественное преобразование. В таком случае {\displaystyle f=S_{l_{1}}}.
2. Теперь, если точка {\displaystyle B\mapsto B'_{1}}, то рассмотрим симметрию {\displaystyle S_{l_{2}}}, такую что {\displaystyle B'_{1}\mapsto B'}. Заметим, что {\displaystyle l_{2}} — серединный перпендикуляр к отрезку {\displaystyle B'B'_{1}}, по определению осевой симметрии.

{\displaystyle f}, {\displaystyle S_{l_{1}}} — движения, а значит {\displaystyle AB{\overset {\underset {\mathrm {f} }{}}{=}}A'B'~{\text{и}}~AB{\overset {\underset {\mathrm {S_{l_{1}}} }{}}{=}}A'B'_{1}}. Следовательно, {\displaystyle A'} лежит на серединном перпендикуляре к отрезку {\displaystyle B'B'_{1}} (по свойству серединного перпендикуляра), то есть на прямой {\displaystyle l_{2}}. Отсюда следует, что при преобразовании {\displaystyle S_{l_{2}}}—{\displaystyle A'\mapsto A'}.  Если {\displaystyle C'\mapsto C}, то аналогично {\displaystyle CB=^{f}C'B'=^{S_{l_{1}}}CB'_{1}}, то есть при {\displaystyle S_{l_{2}}}{\displaystyle C} перейдет в {\displaystyle C'}. Иначе {\displaystyle C\mapsto C'_{1}}, значит {\displaystyle C'_{1}} снова перейдет или в некоторую {\displaystyle C'_{2}} или в {\displaystyle C'}. Итого, если или {\displaystyle C'_{1}\mapsto C'} при {\displaystyle S_{l_{2}}}; или {\displaystyle C\mapsto C'} при {\displaystyle S_{l_{1}}}, то {\displaystyle S_{l_{2}}\circ S_{l_{1}}\circ f=id}. Это значит, что {\displaystyle f=S_{l_{1}}\circ S_{l_{2}}}.
1. Если {\displaystyle C\mapsto C'_{1}\mapsto C'_{2}}, рассмотрим симметрию {\displaystyle S_{l_{3}}}, такую что {\displaystyle C'_{2}\mapsto C'}.

Очевидно, что {\displaystyle l_{3}} — серединный перпендикуляр к отрезку {\displaystyle C'C'_{2}}.
{\displaystyle f}, {\displaystyle S_{l_{1}}}, {\displaystyle S_{l_{2}}} — движения, а значит {\displaystyle AC{\overset {\underset {\mathrm {f} }{}}{=}}A'C'{\overset {\underset {\mathrm {S_{l_{1}}} }{}}{=}}A'C'_{1}{\overset {\underset {\mathrm {S_{l_{2}}} }{}}{=}}A'C'_{2}}. Следовательно, {\displaystyle A'} принадлежит серединному перпендикуляру к отрезку {\displaystyle C'C'_{2}}, то есть {\displaystyle l_{3}}. Это значит, что {\displaystyle S_{l_{3}}} переводит {\displaystyle A'} в {\displaystyle A'}.
Если {\displaystyle B\mapsto B'}, то аналогично {\displaystyle B'\in l_{3}}. Иначе, {\displaystyle B\mapsto B'_{1}\mapsto B'}, следовательно {\displaystyle BC{\overset {\underset {\mathrm {f} }{}}{=}}B'C'{\overset {\underset {\mathrm {S_{l_{1}}} }{}}{=}}B'_{1}C'_{1}{\overset {\underset {\mathrm {S_{l_{2}}} }{}}{=}}B'C'_{2}} и {\displaystyle B'} тоже лежит на {\displaystyle l_{3}}.Это значит, что {\displaystyle S_{l_{3}}} переводит {\displaystyle B'} в {\displaystyle B'}. Следовательно, {\displaystyle S_{l_{3}}\circ S_{l_{2}}\circ S_{l_{1}}\circ f=id}, а значит, {\displaystyle f=S_{l_{1}}\circ S_{l_{2}}\circ S_{l_{3}}}.

### Перебор вариантов
Теперь каждое данное движение {\displaystyle f} представим в виде композиции не более трёх симметрий по лемме о трёх симметриях.
Классифицируем получившееся равенство, тем самым классифицировав любое данное движение:
1. Если {\displaystyle f=S_{l}}, то {\displaystyle f} — осевая симметрия.
2. Если {\displaystyle f=S_{l_{1}}\circ S_{l_{2}}}, то либо {\displaystyle l_{1}\parallel l_{2}} и тогда {\displaystyle f} — параллельный перенос, либо {\displaystyle l_{1}\nparallel l_{2}} и тогда {\displaystyle f} — поворот.
3. Иначе, {\displaystyle f=S_{l_{1}}\circ S_{l_{2}}\circ S_{l_{3}}} и тогда {\displaystyle f} — скользящая симметрия (по свойству скользящей симметрии).

## Приложения
- Теорема Ельмслева о серединах